# 成都十二橋烈士墓
成都十二桥烈士墓位于中国四川省成都市青羊区成都市文化公园内，是成都十二桥惨案中被枪决的政治犯之墓。
墓內埋葬的死者包括中国共产党党员杨伯恺、张大成、徐海东等；中国民主同盟和中国国民党革命委员会成员于渊、方智炯等；四川大学、华西协和大学学生余天觉和毛英才等。1961年7月13日公布為四川省第二批歷史及革命文物保護單位。1980年7月7日重新公佈為四川省第一批文物保護單位。1997年被列為四川省和成都市的愛國主義教育基地。2001年改建。2005年被列為成都市紅色旅遊基地。
今该墓葬有36位被中共認定的烈士，具体情况如下：
| 序号 | 姓名   | 被捕时间                              | 生前任职                                          | 所属政黨                                          | 遇难地点                  |
| ---- | ------ | ------------------------------------- | ------------------------------------------------- | ------------------------------------------------- | ------------------------- |
| 1    | 杨伯恺 | 1947年6月2日 六二大逮捕               | 中国民主同盟中央委员                              | 中国共产党 中国民主同盟                           | 十二桥                    |
| 2    | 谷时逊 | 1949年1月                             | 国军中校                                          | 中国共产党 中国民主同盟                           | 十二桥                    |
| 3    | 余天觉 | 1949年4月20日 四二〇大逮捕            | 四川大学法律系学生                                | 中国民主同盟                                      | 十二桥                    |
| 4    | 陈天钰 | 1948年12月                            | 温江县民教馆干事                                  | 中国共产党                                        | 十二桥                    |
| 5    | 于渊   | 1947年6月2日 六二大逮捕               | 中国民主同盟四川支部执行委员                      | 中国民主同盟                                      | 十二桥                    |
| 6    | 王伯高 | 1947年6月2日 六二大逮捕               | 信义社袍哥舵把子                                  | 中国民主同盟                                      | 十二桥                    |
| 7    | 缪竞韩 | 1949年8月8日                          | 四川大学法律系学生                                | 民主青年协会（中共外围组织）                      | 十二桥                    |
| 8    | 吴惠安 | 1949年7月                             | 原中国共产党党员                                  | 无党派                                            | 十二桥                    |
| 9    | 王干青 | 1949年11月                            | 普济堂堂长 培根火柴厂主任                         | 中国共产党 中国民主同盟                           | 十二桥                    |
| 10   | 刘骏达 | 1949年4月20日 四二〇大逮捕            | 石室中学教师 成都市学生尊师会领导人               | 中国共产党                                        | 十二桥                    |
| 11   | 田宗美 | 1949年4月20日 四二〇大逮捕            | 四川大学法律系学生                                | 中国火星社（中共外围组织）                        | 十二桥                    |
| 12   | 张维丰 | 1949年11月                            | 川康边人民游击纵队川东第一支队副司令 袍哥舵把子   | 中国民主同盟 新民主主义同志会（中共外围组织）     | 十二桥                    |
| 13   | 晏子良 | 1949年7月1日                          | 川西地下党游击武装人员                            | 无党派                                            | 十二桥                    |
| 14   | 杜可   | 1944年被捕，1949年6月移禁省特委看守所 | 宁夏街监狱囚犯 川西解放组组织者                   | 中国共产党                                        | 十二桥                    |
| 15   | 方智炯 | 1949年4月20日 四二〇大逮捕            | 四川大学法律系学生 民盟川大区分部小组长           | 中国民主同盟                                      | 十二桥                    |
| 16   | 张垣   | 1948年6月                             | 隆昌县警察局警佐室训练员                          | 无党派                                            | 十二桥                    |
| 17   | 许寿真 | 1948年12月8日                         | 世界语学者                                        | 无党派                                            | 十二桥                    |
| 18   | 龙世正 | 1949年6月移禁省特委看守所             | 宁夏街监狱囚犯 川西解放组成员                     | 无党派                                            | 十二桥                    |
| 19   | 黎一上 | 1949年5月                             | 民革直属小组长 民革川康民主联军筹组者             | 中国国民党革命委员会                              | 十二桥                    |
| 20   | 徐茂森 | 1949年10月24日                        | 中共擦耳岩地下联络站人员 袍哥舵把子               | 中国共产党                                        | 十二桥                    |
| 21   | 毛英才 | 1949年6月                             | 华西协和大学女学生                                | 中国民主同盟（追认） 民主青年协会（中共外围组织） | 十二桥                    |
| 22   | 彭代悌 | 1949年6月                             | 宁夏街监狱看守 川西解放组成员                     | 无党派                                            | 抚琴台                    |
| 23   | 王建昌 | 1949年5月                             | 民革川康民主联军筹组者                            | 中国国民党革命委员会                              | 十二桥                    |
| 24   | 徐海东 | 1949年10月23日                        | 中共擦耳岩地下联络站人员 地下刊物《火炬报》编印人 | 中国共产党                                        | 十二桥                    |
| 25   | 黄子万 | 1949年1月                             | 国军中校                                          | 中国共产党 中国民主同盟                           | 十二桥                    |
| 26   | 刘仲宣 | 1949年6月重新逮捕                     | 宁夏街监狱囚犯 川西解放组成员                     | 中国共产党                                        | 抚琴台                    |
| 27   | 曹立中 | 1949年5月                             | 民革川康民主联军筹组者                            | 中国国民党革命委员会                              | 十二桥                    |
| 28   | 高昆山 | 1948年秋                              | 川北师管区服役                                    | 无党派                                            | 十二桥                    |
| 29   | 王侠夫 | 1949年1月                             | 国军少校参谋                                      | 中国共产党 中国民主同盟                           | 十二桥                    |
| 30   | 云龙   | 1949年6月重新逮捕                     | 宁夏街监狱囚犯 川西解放组成员                     | 中国共产党                                        | 抚琴台                    |
| 31   | 杨辅宸 | 1948年12月8日                         | 机关职员                                          | 中国民主同盟                                      | 十二桥                    |
| 32   | 严正   | 1948年                                | 驻三台国军某部服役                                | 无党派                                            | 十二桥                    |
| 33   | 曹鸣飞 | 1949年1月                             | 国军少校                                          | 中国共产党                                        | 十二桥                    |
| 34   | 张大成 | 1949年10月12日                        | 灌县中学教师                                      | 中国共产党 中国民主同盟                           | 十二桥                    |
| 35   | 姜乾良 | 1949年2月                             | 国军失业军官                                      | 无党派                                            | 十二桥                    |
| 36   | 周从化 | 1949年8月21日                         | 民革川康分会负责人                                | 中国共产党 中国国民党革命委员会                   | 白公馆 1949年11月27日死亡 |